# Agathidium
Agathidium ist eine Käfergattung aus der Familie der Leiodidae. Innerhalb der Unterfamilie Leiodinae gehört Agathidium zur Tribus Agathidiini.

## Merkmale
Die Käfer der Gattung Agathidium sind sehr klein, sie erreichen eine Länge von einem bis sechs Millimetern. Die Färbung reicht von rotbraun über dunkelbraun bis schwarz, auffällige Farben sind nur selten vertreten. Viele Arten der Gattung sind flugunfähig. Flügeldecken und Halsschild sind glänzend und meist punktiert. Die Punkte sind unregelmäßig oder fallweise in Reihen angeordnet. Sind die Käfer von Pilzsporen bedeckt, kann man sie auch im Labor nur außergewöhnlich schwer erkennen.
Die Arten der Gattung Agathidium haben wie die anderen Mitglieder der Tribus Agathidiini Laufbeine, im Gegensatz zu den in der Tribus Leiodini zusammengestellten Schwammkugelkäfern, die Grabbeine besitzen.

### Kugelform
Ihr Rückenschild und Halsschild sind meist stark gewölbt, es gibt aber auch länglich ovale Arten. Einige Arten, z. B. Agathidium fawcettae, können sich zu einer fast vollständigen Kugel zusammenrollen. In dieser Stellung werden die Beine angezogen und die Fühler in eigenen Furchen an der Unterseite des Kopfes verborgen. Die breiten Seitenränder des Halsschildes überlappen die Ränder der Deckflügel, so dass der gesamte Körper geschützt ist.

### Asymmetrische Hornbildung der Männchen
Die Männchen einiger Arten, z. B. Agathidium difforme und Agathidium pulchrum haben auf der linken Mandibel einen hornartigen Fortsatz, der dazu dient, männliche Rivalen zu vertreiben. Andere Geschlechtsunterschiede sind bei einigen Arten die breiten ersten Tarsenglieder der vorderen und mittleren Beinpaare der Männchen oder eine zahnartige Bildung auf den Schenkeln der Hinterbeine.

## Lebensraum und Lebensweise
Ähnlich wie die verwandte Gattung Anisotoma sind die Arten der Gattung Agathidium auf Schleimpilze (Eumycetozoa) spezialisiert. Sie leben auf und von den Schleimpilzen. Der Lebensraum der Käfer ist daher dort, wo sich die Schleimpilze entwickeln können: unter Rinden, auf vermoderndem Holz oder in der Laubstreu der Wälder. Wie die Schleimpilze sind die Käfer der Gattung Agathidium weltweit verbreitet, sie werden aber hauptsächlich auf der Nordhalbkugel gefunden, wo sie von den Wäldern der gemäßigten Zone bis in die tropischen Regenwälder der montanen Höhenstufe vorkommen.

### Schleimpilze als Nahrungsquelle
Die Affinität der Gattung Agathidium zu den Schleimpilzen wird deutlich, wenn sie sich in der Nähe der als Sporokarp bezeichneten sporenbildenden Fruchtkörper aufhalten. Aufgrund der Ausprägung der Mandibeln einiger Agathidium-Arten wird angenommen, dass sie die Sporen der Schleimpilze aufbrechen und als Nahrungsquelle nutzen. Die hauptsächliche Nahrung der Käfer könnten aber auch die plasmodialen Stadien der Schleimpilze sein, wenn die amöbenartigen Einzeller temporär eine Organisationsform bilden, die sich auf dem Boden wie eine zähe, schleimige Masse fortbewegt. Einzelne Käfer konnten sowohl im Labor als auch in der Natur auf solchen Plasmodien beobachtet werden. Oft sind die Schleimpilze aber wegen der geringen Größe der Einzeller und ihrer versteckten Lebensweise nur schwer nachzuweisen.
Zu den Schleimpilzen, auf denen Agathidium-Arten anzutreffen sind, gehören fast alle Arten der Echten Schleimpilze (Myxogastria), darunter die nearktische Gattung Physarum, die Art Brefeldia maxima und die Arten der Gattung Fuligo mit der Gelben Lohblüte (Fuligo septica).

### Ständerpilze als Substrat
In der Natur findet man daher die Käfer der Gattung Agathidium scheinbar auch ohne klare Assoziation mit Schleimpilzen, z. B. auf verschiedenen Ständerpilzen, zu denen auch eine Reihe von Baumpilzen und die bekannten Hutpilze gehören. Es ist aber noch nicht endgültig geklärt, ob sich die Käfer direkt von diesen Ständerpilzen ernähren können oder auch hier Schleimpilze abweiden, die auf den verfaulenden Fruchtkörpern der Ständerpilze leben. Für Agathidium aristerium ist hinreichend geklärt, dass er sich von dem Schleimpilz Physarum polycephalum ernährt, der auf dem Fruchtkörper des Austern-Seitlings (Pleurotus ostreatus) häufig anzutreffen ist. Umgekehrt hat man im Verdauungstrakt von Agathidium seminulum, einer Käferart, die auf dem Schuppigen Porling (Polyporus squamosus) zu finden ist, Sporen dieses Pilzes festgestellt. Dies deutet auf eine Ernährung direkt vom Fruchtkörper des Pilzes hin. Welche Rolle die Gattung Agathidium bei der Verbreitung der Sporen der Schleimpilze oder auch der Ständerpilze spielt, ist noch ungeklärt.

## Taxonomie und Nomenklatur
Die Gattung Agathidium wurde erstmals 1797 von Georg Wolfgang Franz Panzer in seinem Werk Faunae insectorum Germanicae initia, oder Deutschlands Insecten erwähnt.

### Benennung nach Personen
Es ist auffällig, dass viele in jüngster Zeit beschriebene Käferarten aus der Gattung Agathidium ein Eponym im wissenschaftlichen Namen aufweisen, d. h., sie sind nach einer bekannten Persönlichkeit benannt.
Agathidium bushi, Agathidium cheneyi, Agathidium rumsfeldi und Agathidium vaderi sind Arten, welche von den beiden ehemaligen Cornell-Entomologen Quentin D. Wheeler (nach einem Aufenthalt am Natural History Museum in London seit 2006 an der Arizona State University) und Kelly B. Miller (jetzt an der Brigham Young University) nach George W. Bush, Dick Cheney, Donald Rumsfeld, beziehungsweise Darth Vader benannt wurden.

### Ausgewählte Arten
In Europa sind rund 100 Arten der Gattung Agathidium aus 4 Untergattungen verbreitet. In der Orientalis, einem Faunenreich in der biogeografischen Großregion Paläotropis, gibt es mehr als 350 Arten. Es ist zu erwarten, dass noch viele Arten, die wegen der geringen Größe der Käfer bisher unbeachtet blieben, entdeckt und beschrieben werden.
- Agathidium arcticum Thomson, 1862
- Agathidium atrum (Paykull, 1798)
- Agathidium badium Erichson, 1845
- Agathidium confusum Brisout de Barneville, 1863
- Agathidium convexum Sharp, 1866
- Agathidium discoideum Erichson, 1845
- Agathidium gutianense Angelini et Cooter, 1999
- Agathidium haemorrhoum Erichson, 1845
- Agathidium laevigatum Erichson, 1845
- Agathidium mandibulare Sturm, 1807
- Agathidium marginatum Sturm, 1807
- Agathidium nigrinum Sturm, 1807
- Agathidium nigripenne (Fabricius, 1792)
- Agathidium pallidum (Gyllenhal, 1827)
- Agathidium pisanum Brisout de Barneville, 1872
- Agathidium plagiatum (Gyllenhal, 1810)
- Agathidium pulchellum Wankowicz, 1869
- Agathidium rotundatum (Gyllenhal, 1827)
- Agathidium seminulum (Linnaeus, 1758)
- Agathidium varians Beck, 1817

Im Jahr 2005 wurden von Kelly B. Miller und Quentin D. Wheeler die nord- und mittelamerikanischen Artengruppen um Agathidium concinnum, Agathidium pulchrum, Agathidium compressidens, Agathidium iota, und Agathidium oniscoides  untersucht und 58 neue Arten beschrieben. Bei der Namensgebung für die zahlreichen Arten wurden sowohl Mitglieder der damaligen Regierung der Vereinigten Staaten als auch Ehefrauen, eine Mitarbeiterin sowie Bundesstaaten der USA und Mexikos berücksichtigt.
- Agathidium akallebregma Miller et Wheeler, 2005
- Agathidium akrogeneios Miller et Wheeler, 2005
- Agathidium amae Miller et Wheeler, 2005
- Agathidium andersoni Miller et Wheeler, 2005
- Agathidium appalachium Miller et Wheeler, 2005
- Agathidium aztec Miller et Wheeler, 2005
- Agathidium bituberculum Miller et Wheeler, 2005
- Agathidium bushi Miller et Wheeler, 2005
- Agathidium carolinense Miller et Wheeler, 2005
- Agathidium chauliodoum Miller et Wheeler, 2005
- Agathidium cheneyi Miller et Wheeler, 2005
- Agathidium cortezi Miller et Wheeler, 2005
- Agathidium disgregum Miller et Wheeler, 2005,
- Agathidium divaricatum Miller et Wheeler, 2005
- Agathidium erythromelas Miller et Wheeler, 2005
- Agathidium fawcettae Miller et Wheeler, 2005
- Agathidium framea Miller et Wheeler, 2005
- Agathidium gallititillo Miller et Wheeler, 2005,
- Agathidium georgiaense Miller et Wheeler, 2005
- Agathidium gomezae Miller et Wheeler, 2005
- Agathidium grandidentatum Miller et Wheeler, 2005
- Agathidium grumum Miller et Wheeler, 2005
- Agathidium hamulum Miller et Wheeler, 2005
- Agathidium hidalgoense Miller et Wheeler, 2005
- Agathidium hirsutum Miller et Wheeler, 2005
- Agathidium hyle Miller et Wheeler, 2005
- Agathidium impensum Miller et Wheeler, 2005
- Agathidium invisitatum Miller et Wheeler, 2005
- Agathidium iota Miller et Wheeler, 2005
- Agathidium iridescens Miller et Wheeler, 2005
- Agathidium kimberlae Miller et Wheeler, 2005
- Agathidium lobosternum Miller et Wheeler, 2005
- Agathidium marae Miller et Wheeler, 2005
- Agathidium megoniscoides Miller et Wheeler, 2005
- Agathidium microphthalmum Miller et Wheeler, 2005
- Agathidium multidentatum Miller et Wheeler, 2005
- Agathidium nimbosilva Miller et Wheeler, 2005
- Agathidium oaxacaense Miller et Wheeler, 2005
- Agathidium oculeum Miller et Wheeler, 2005
- Agathidium oedema Miller et Wheeler, 2005
- Agathidium oregonense Miller et Wheeler, 2005
- Agathidium pocahontasae Miller et Wheeler, 2005
- Agathidium popocatepetlae Miller et Wheeler, 2005
- Agathidium potosii Miller et Wheeler, 2005
- Agathidium recurvatum Miller et Wheeler, 2005
- Agathidium rhamphastes Miller et Wheeler, 2005
- Agathidium rumsfeldi Miller et Wheeler, 2005
- Agathidium sejunctum Miller et Wheeler, 2005
- Agathidium skoliosternum Miller et Wheeler, 2005
- Agathidium stenomma Miller et Wheeler, 2005
- Agathidium stephani Miller et Wheeler, 2005
- Agathidium tenangoense Miller et Wheeler, 2005
- Agathidium triangularum Miller et Wheeler, 2005
- Agathidium tribulograndum Miller et Wheeler, 2005
- Agathidium tribulosum Miller et Wheeler, 2005
- Agathidium tumidiventre Miller et Wheeler, 2005
- Agathidium vaderi Miller et Wheeler, 2005
- Agathidium vesperpressidens Miller et Wheeler, 2005

- Agathidium assimile Fall, Agathidium municeps Fall und Agathidium falli Hatch wurden mit Agathidium angulare Mannerheim synonymisiert;
- Agathidium alticola Fall ist jetzt ein Synonym von Agathidium athabascanum Fall;
- Agathidium contiguum Fall, Agathidium varipunctatum Hatch und Agathidium striolum Hatch sind jüngere Namen für Agathidium picipes Fall;
- Agathidium californicum Horn und Agathidium alutaceum Fall sind Synonyme von Agathidium exiguum Melsheimer.

## Belege